# Keystone (Dakota del Sud)
Keystone és una població dels Estats Units a l'estat de Dakota del Sud. Segons el cens del 2000 tenia 311 habitants.

## Demografia
Segons el cens del 2000, Keystone tenia 311 habitants, 152 habitatges, i 84 famílies. La densitat de població era de 42 habitants per km².
Dels 152 habitatges en un 27% hi vivien nens de menys de 18 anys, en un 37,5% hi vivien parelles casades, en un 12,5% dones solteres, i en un 44,1% no eren unitats familiars. En el 35,5% dels habitatges hi vivien persones soles l'11,8% de les quals corresponia a persones de 65 anys o més que vivien soles. El nombre mitjà de persones vivint en cada habitatge era de 2,05 i el nombre mitjà de persones que vivien en cada família era de 2,6.
Per edats la població es repartia de la següent manera: un 20,9% tenia menys de 18 anys, un 5,8% entre 18 i 24, un 30,9% entre 25 i 44, un 30,9% de 45 a 60 i un 11,6% 65 anys o més.
L'edat mediana era de 41 anys. Per cada 100 dones de 18 o més anys hi havia 95,2 homes.
La renda mediana per habitatge era de 26.406 $ i la renda mediana per família de 36.250 $. Els homes tenien una renda mediana de 24.219 $ mentre que les dones 17.500 $. La renda per capita de la població era de 15.828 $. Entorn del 13,9% de les famílies i el 16,9% de la població estaven per davall del llindar de pobresa.

## Poblacions més properes
El següent diagrama mostra les poblacions més properes.